# Jamming with Edward
Jamming with Edward er et album indspillet af tre fra The Rolling Stones i sammenarbejde med Nicky Hopkins og Ry Cooder på London Olympic Studios, under indspilningerne til Let It Bleed i 1969, og udgivet af Rolling Stones Records i 1972. Albummet blev nummer 33 på den amerikanske charts. 
Jamming with Edward blev genudgivet af Virgin Records i 1994.

## Spor
- Alle sangene er skrevet af Ry Cooder, Nicky Hopkins og Charlie Watts udtaget hvor andet er noteret

1. "The Boudoir Stomp" – 5:13
2. "It Hurts Me Too" (Elmore James) – 5:12
3. "Edward's Thrump Up" – 8:11
4. "Blow With Ry" – 11:05
5. "Interlude a la El Hopo ( The Loveliest Night of the Year)" – 2:04
6. "Highland Fling" – 4:20

## Musikere
- Ry Cooder – Guitar
- Mick Jagger – Mundharmonika, Sang, Liner Notes
- Charlie Watts – Trommer
- Nicky Hopkins – Keyboard, Klaver
- Bill Wyman – Bass
- Mark Paytress – Liner Notes